# Боббі Фішер
Ро́берт Джеймс «Бо́ббі» Фі́шер (англ. Robert James «Bobby» Fischer; 9 березня 1943, Чикаго — 17 січня 2008, Рейк'явік) — американський шахіст, гросмейстер (від 1958 року), одинадцятий чемпіон світу з шахів (1972—1975). Єдиний представник Заходу, який перервав гегемонію радянських шахістів після Другої світової війни. Восьмиразовий чемпіон США. Багато спеціалістів вважає його найвизначнішим шахістом усіх часів.
Був шаховим вундеркіндом: у 13 років блискуче переміг у партії, відомій як «партія століття». У 14 років став чемпіоном США, а в 15 років — наймолодшим до того часу гросмейстером і наймолодшим учасником турніру претендентів на звання чемпіона світу. У 20 років Фішер виграв чемпіонат США 1963–64, здобувши 11 перемог в 11 партіях — єдиний ідеальний результат в історії цього турніру. Його книжку «Мої 60 пам'ятних партій», опубліковану 1969 року, вважають однією з основних для підвищення шахової майстерності. Він виграв міжзональний турнір 1970 року з рекордною перевагою над найближчим переслідувачем у 3½ очка, а також виграв у цей час двадцять партій поспіль, у тому числі дві безпрецедентні серії з рахунком 6–0 кожна в рамках претендентських матчів. У липні 1971 року став першим офіційним гравцем номер один за рейтингом ФІДЕ.
1972 року Боббі Фішер став першим американським шахістом, якому вдалося виграти титул чемпіона світу. У матчі за звання чемпіона світу, що відбувся в Рейк'явіку, він переміг представника СРСР Бориса Спаського. Розрекламований як вияв протистояння між США і СРСР за часів «холодної війни», той матч привернув більше уваги у всьому світі, ніж будь-який чемпіонський поєдинок з шахів до та після нього.
Ще змалку Фішер відзначався неординарними, часто скандальними вчинками й публічними заявами. 1975 року він відмовився захищати чемпіонський титул, не дійшовши згоди з ФІДЕ щодо однієї з умов матчу. Відповідно до правил ФІДЕ, у квітні 1975 року новим чемпіоном світу без боротьби оголосили Анатолія Карпова, який став переможцем відбірного кандидатського циклу.
Після втрати титулу чемпіона світу Фішер став відлюдником, іноді з нестійкою поведінкою, перестав брати участь у змаганнях і уникав публічності. 1992 року знову з'явився на публіці й виграв неофіційний матч-реванш зі Спаським, який відбувся в Югославії. Його участь призвела до конфлікту з урядом США, оскільки цим він порушив санкції проти Югославії. Зрештою уряд США видав ордер на його арешт. 13 липня 2004 року шахіста заарештували в Японії за незаконне проникнення на територію країни. Згодом влада Японії дозволила йому виїхати до іншої країни, незважаючи на вимогу екстрадиції з боку уряду США. 2005 року Фішер отримав ісландський паспорт і громадянство відповідно до спеціального закону ісландського Альтингу. Це дозволило йому жити в Ісландії аж до смерті у 2008 році.
Фішер зробив вагомий і тривалий внесок у шахи. Вирізнявся надзвичайною працездатністю, фанатичною відданістю цій грі, енциклопедичністю знань шахової теорії. Він читав фахову літературу російською, сербською, іспанською та німецькою мовами й завжди проявляв у змаганнях повну обізнаність у всіх стадіях шахової партії.

## Життєпис

### Походження
Роберт Джеймс Фішер народився 9 березня 1943 року в Лікарні Майкла Різа в Чикаго (штат Іллінойс). У свідоцтві про народження його батьком записаний Ганс-Герхард Фішер, також відомий як Герардо Лібшер, німецький біофізик. Його мати, Регіна Вендер-Фішер, громадянка США, народилась у Швейцарії, її батьки — польські євреї. Регіна виросла в Сент-Луїсі (штат Міссурі), стала вчителькою, медсестрою, а потім лікаркою.
Закінчивши коледж, юна Регіна вирушила до Німеччини, щоб відвідати свого брата. Там вона познайомилася з генетиком і майбутнім лауреатом Нобелівської премії Германом Джозефом Мюллером, який переконав її переїхати до Москви, щоб вивчати медицину. Вступила до Першого Московського державного медичного університету імені І. М. Сєченова, де зустрілася з Гансом-Герхардом, за якого вийшла заміж у листопаді 1933 року. 1938 року в Ганса-Герхарда і Регіни народилась дочка, Джоан Фішер. Повернення антисемітизму за часів Сталіна спонукало Регіну перебратися з Джоан до Парижа, де вона стала вчителькою англійської мови. 1939 року загроза німецького вторгнення змусила її вирушити з донькою до Сполучених Штатів. Регіна і Ганс-Герхард розійшлись у Москві, хоча оформили розлучення вони лише 1945 року.
На момент народження сина Регіна не мала власного житла. Щоб прогодувати сім'ю, вона змінила багато різних робіт і шкіл по всій країні. Брала участь у політичній діяльності й самотужки виростила Боббі та Джоан.
1949 року сім'я переїхала на Мангеттен, а наступного року в Бруклін (Нью-Йорк). Там Регіна вчилася на магістра в галузі сестринської справи й згодом почала працювати за спеціальністю.

### Пал Немейні, можливий батько Фішера
2002 року Пітер Ніколас і Кліа Бенсон з газети The Philadelphia Inquirer у своєму розслідуванні вперше оприлюднили джерела, де йдеться про те, що біологічним батьком Фішера був угорський єврей Пал Немейні, фізик і експерт із механіки рідини та прикладної механіки. Упродовж 1950-х років ФБР перевіряло Регіну і коло її знайомих на предмет симпатій до комунізму, а також її попереднє життя в Москві. Згідно з файлами ФБР, Ганс-Герхард Фішер ніколи не бував у Сполучених Штатах, тоді як Пал Немейні надзвичайно цікавився вихованням Боббі Фішера. Там також ідеться, що Регіна і Немейні не тільки мали стосунки в 1942 році, а й що Немейні щомісяця платив Регіні аліменти й далі оплачував навчання Боббі до своєї смерті в 1952 році.

### Шахові починання

#### Дитинство в бідноті
У березні 1949 року 6-річний Боббі і його сестра Джоан навчилися грати в шахи, прочитавши інструкцію до комплекту гри, який купили в цукерні. Джоан швидко втратила інтерес до шахів, а Регіна не мала на це часу, тому Боббі довелося грати свої перші партії проти самого себе. Коли того літа сім'я відпочивала в Патчогу (Лонг-Айленд), Боббі знайшов книгу старих шахових партій і ретельно її вивчив.
1950 року родина переїхала до Брукліна, спочатку до квартири на перетині вулиць Юніон і Франклін, а потім до двокімнатної квартири за адресою 560 Lincoln Place. Саме там «гра так поглинула Фішера, що Регіна боялася, що він проводить забагато часу на самоті». Тому 14 листопада 1950 року Регіна надіслала листа в газету Brooklyn Eagle, аби розмістити оголошення, щоб знайти ровесників Боббі, яким було б цікаво грати з ним у шахи. Газета відхилила її оголошення, оскільки ніхто не міг зрозуміти, як його класифікувати. Вони направили її запит Герману Гелмсу, «деканові американських шахів», який повідомив їй, що майстер Макс Пейві, колишній чемпіон Шотландії, даватиме сеанс одночасної гри 17 січня 1951 року. Фішер зіграв у ньому. Він протримався аж 15 хвилин і навіть привернув увагу натовпу роззяв, але врешті-решт програв шаховому майстру.
Одним із глядачів був новообраний президент Бруклінського шахового клубу кандидат у майстри Кармайн Нігро, який грав майже в силу майстра й працював інструктором. Нігро був настільки вражений грою Фішера, що прийняв його в клуб і почав навчати. Фішер так пригадував свій час із Нігро: «Пан Нігро був, можливо, не найкращий гравець у світі, але дуже хороший учитель. Зустріч з ним була, ймовірно, вирішальним чинником у моєму шаховому прогресі».

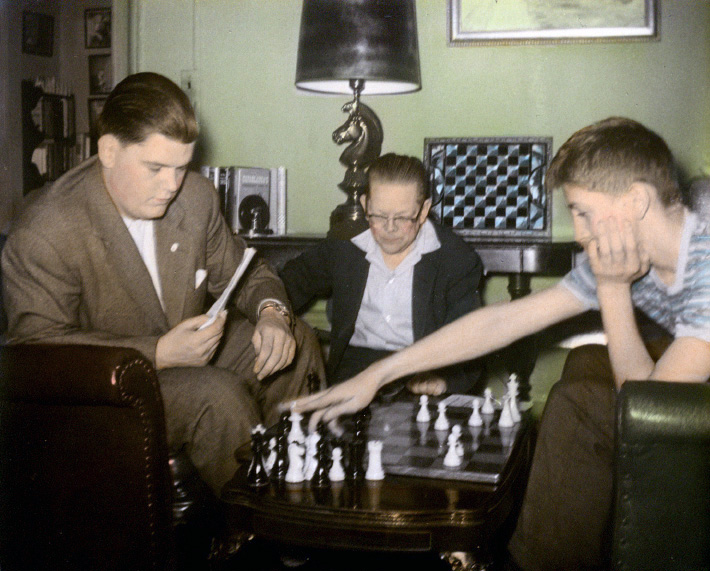
Білл Ломбарді і Боббі Фішер аналізують гру, а Джек Коллінз спостерігає

1952 року, у своєму домі, Нігро організував перший шаховий турнір у житті Фішера. Влітку 1955 року Боббі, якому тоді було 12, вступив до Шахового клубу Мангеттена, найсильнішого шахового клубу в країні. Стосунки Фішера з Нігро тривали до 1956 року, коли той переїхав до іншого міста.

#### Наставництво Ломбарді
Нігро представив Фішера майбутньому гросмейстеру Вільямові Ломбарді, і, починаючи з вересня 1954 року, Ломбарді почав давати Фішеру приватні уроки. «Ми провели години в наших заняттях, просто граючи для підвищення якості гри», сказав Ломбарді. «Я намагався прищепити Боббі секрет мого власного швидкого підйому, ейдетичних образів і повного занурення». Як приклад миролюбності він наводив свою партію 1956 року проти Повіласа Вайтоніса, в якій погодився на нічию всього після 13 ходів. Ломбарді казав Фішеру: «Не приймай пропозицію нічиєї. Для амбітного і талановитого гравця прийняти нічию означає поставити хрест на високих результатах. Суперники побоюються безкомпромісного опонента, і внаслідок цього більше помиляються. Дій як я раджу і не копіюй мою боязкість». Ломбарді відіграв ключову роль у становленні Фішера як чемпіона світу. Він був помічником Фішера в Порторожі, де вони аналізували партії Фішера, та секундантом Боббі в Рейк'явіку.

### Шаховий клуб імені Готорна
Коли Боббі виповнилося тринадцять років, його мати попросила відомого шахового тренера Джона Коллінза узяти його до себе. Раніше Коллінз тренував таких відомих у США шахістів, як-от Вільям Ломбарді і Роберт Бірн. Фішер проводив багато часу з Коллінзом, який у певному сенсі замістив йому батька.
У червні 1956 року Фішер почав відвідувати шаховий клуб імені Готорна, що розташовувався в домі Коллінза. Впродовж довгого часу вважали, що Коллінз був учителем і тренером Фішера. Втім, сам Коллінз заявляв, що був не учителем, а радше наставником.
З ним та іншими сильними гравцями Боббі зіграв тисячі швидких і випадкових партій. Він вивчав книги у великій шаховій бібліотеці Коллінза і обідав у нього вдома майже так само часто, як у себе.
Майбутній гросмейстер Арнольд Денкер також був наставником юного Боббі й часто брав його з собою на матчі хокейного клубу Нью-Йорк Рейнджерс, які відбувались у Медісон-сквер-гарден. Боббі любив ці відвідини й ніколи про них не забував. Вони з Денкером залишились друзями на все життя.

## Молодий чемпіон
У національному рейтинг-листі США, опублікованому 20 травня 1956 року, Фішер мав 1726 пунктів, що більш як на 900 пунктів менше, ніж рейтинг тодішнього лідера Самуеля Решевського (2663). Того року відбувся шалений зліт в ігровій силі Фішера.

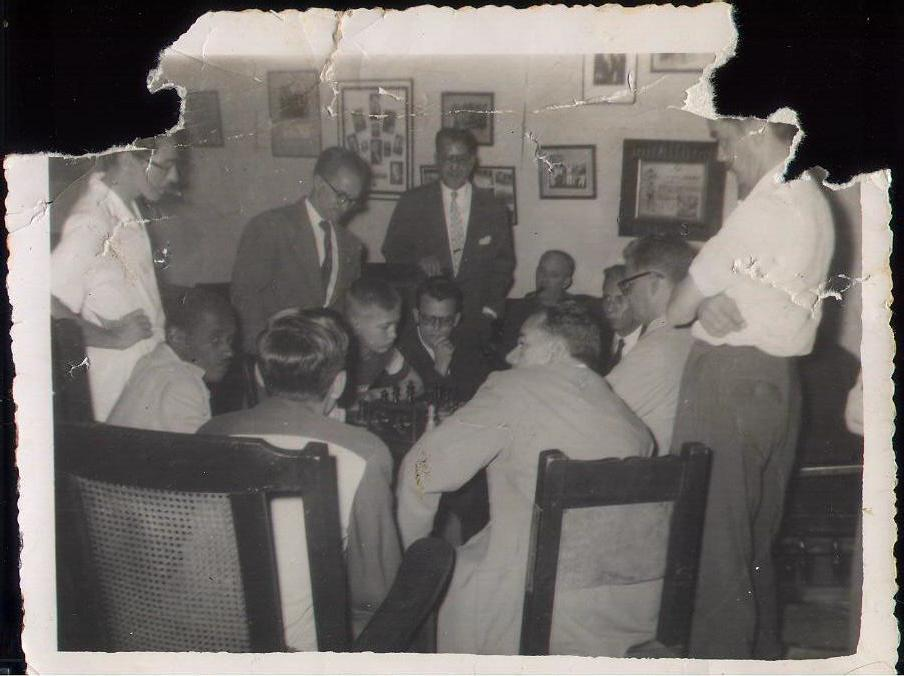
13-річний Фішер дає сеанс гри на 12 шахівницях (Куба, 1956 рік)

У березні 1956 року шаховий клуб Лог Кебін з міста Вест-Орандж (штат Нью-Джерсі) взяв Фішера з собою в турне на Кубу. У шаховому клубі імені Капабланки міста Гавани він дав сеанс одночасної гри на дванадцяти шахівницях, з яких виграв десять партій, а дві зіграв унічию. Під час цього туру клуб зіграв серію матчів проти інших клубів. Фішер грав на другій шахівниці, тоді як на першій виступав міжнародний майстер Норман Вітакер. Вітакер і Фішер були провідними гравцями своєї команди, набравши кожен по 5½ очок у 7 партіях.
У 13 років Фішер переміг у Чемпіонаті США серед юніорів 1956, набравши 8,5 з 10 очок. Він став наймолодшим чемпіоном в історії цих змагань. На відкритому чемпіонаті США 1956 року, що проходив у місті Оклахома-Сіті, Боббі набрав 8½ з 12 і це дозволило йому поділити 4–8-ме місця, а переміг там Артур Бісгаєр. На першому відкритому чемпіонаті Канади 1956 року, що відбувся в Монреалі, Боббі набрав 7 з 10 і поділив 8–12-те місця (переможець Ларрі Еванс). У листопаді, у Вашингтоні, Фішер зіграв на відкритому чемпіонаті східних штатів, де поділив 2-ге місце з Вільямом Ломбарді, Ніколасом Россолімо і Артуром Феверстайном. На пів очка їх випередив Ганс Берлінер.
Молодий шахіст став дуже відомим в Америці завдяки кільком блискучим переможним партіям із відомими шахістами. Фішер дав згоду зіграти на третьому турнірі Lessing Rosenwald Trophy Tournament (1956) у Нью-Йорку, — елітних змаганнях за участю 12-ти гравців, що їх вважали найсильнішими в країні. Фішер не належав до 12-ти найперших за рейтингом гравців США, але йому надіслали спеціальне запрошення. Граючи проти найсильніших шахістів країни, 13-ти річний Боббі зміг набрати лише 4½ з 11, поділивши 8–9-те місця. Однак, приз за блискучу красу, йому принесла «безсмертна» партія проти міжнародного майстра Дональда Бірна, в якій він пожертвував ферзя, щоб створити невідворотну атаку. Ганс Кмох назвав її «партією століття». Кмох писав: «Ця партія є блискучим шедевром комбінаційної гри, яку показав хлопчик 13 років проти солідного суперника. Її можна порівняти з найвизначнішими рекордами в історії шахових вундеркіндів». Через деякий час Боббі незвично скромно пригадував цю партію: «Я лише робив ходи, які вважав найкращими. Мені просто пощастило».
1957 року в Нью-Йорку Фішер зіграв матч із двох партій проти колишнього чемпіона світу Макса Ейве, програвши його ½–1½. У національному рейтинг-листі, опублікованому 5 травня 1957 року, Фішер мав 2231 пункт, що більш як на 500 пунктів перевищував його показник річної давнини. Це зробило його наймолодшим на той момент майстром в історії американських шахів. У липні в Сан-Франциско Боббі успішно захистив свій титул чемпіона США серед юніорів, набравши 8½ з 9. Завдяки таким високим турнірним результатам рейтинг Фішера сягнув позначки 2298 пунктів і він увійшов до десятки активних шахістів країни. У серпні на відкритому чемпіонаті США в Клівленді Фішер набрав 10 з 12, стільки ж як і Артур Бісгаєр, але посів 1-ше місце за додатковими показниками. Боббі став наймолодшим переможцем відкритого чемпіонату США[а]. Потім виграв відкритий чемпіонат Нью-Джерсі, набравши 6½ з 7. Компанія Пепсі-Кола спонсорувала його матч проти молодого філіппінського майстра Родольфо Кардосо, що відбувся у Нью-Йорку. У ньому Фішер переміг з рахунком 6–2.

### Перше звання чемпіона США
Високий рейтинг і значні турнірні успіхи дозволили Шаховій федерації США запросити Фішера зіграти в чемпіонаті США 1957-58. У цьому турнірі брали участь такі відомі шахісти: шестиразовий чемпіон США Самуель Решевський, чинний тоді чемпіон США Артур Бісгаєр, а також Вільям Ломбарді, який у серпні переміг на Чемпіонаті світу серед юніорів з єдиним в історії тих змагань ідеальним результатом (11–0). Бісгаєр передбачав, що Фішер «завершить змагання десь у середині турнірної таблиці або трішки вище». Попри всі досить скромні передбачення, вісім перемог і п'ять нічиїх дозволили Боббі виграти чемпіонат з результатом 10½ з 13, на пів очка попереду найближчого переслідувача. Отож, за два місяці до своєї 15-ї річниці Фішер став наймолодшим чемпіоном США за всю історію. Оскільки той чемпіонат США був одночасно і зональним турніром, то перемога в ньому зробила Фішера міжнародним майстром, а також дозволила йому взяти учать у міжзональному турнірі 1958 року в Порторожі. Він мав тоді другий рейтинг у країні, 2626 пунктів, поступаючись за ним лише Решевському (2713).

## Гросмейстер, кандидат, автор
Боббі хотів поїхати до Москви. На його благання Регіна написала листа безпосередньо радянському лідерові Микиті Хрущову, просячи дозволу для Боббі взяти участь у Всесвітньому фестивалі молоді та студентів. Відповідь була ствердною, але прийшла занадто пізно. Регіна не мала грошей на літак. Однак, наступного року Фішера запросили на ігрове шоу I've Got a Secret, де йому подарували два квитки в обидва кінці до Москви.
Коли Боббі та Джоан прибули в СРСР, їх одразу ж запросили до Москви, а провідником призначили міжнародного майстра Льва Абрамова. Фішер одразу ж захотів відвідати Центральний шаховий клуб, де грав у швидкі шахи проти двох молодих радянських майстрів, Євгена Васюкова і Олександра Нікітіна. Фішер виграв усі партії. Шаховий автор В. І. Ліндер так пише про те враження, яке Фішер справив на гросмейстера Володимира Алаторцева коли грав бліц проти радянських майстрів: «1958 року в Центральному шаховому клубі Володимир Олексійович побачив високого і незграбного 15-річного юнака, який у бліц-партіях громив майже всіх, хто потрапляв йому під руку… Алаторцев не став винятком, програвши всі три партії. Його вразила гра юного американця Роберта Фішера, його фантастична впевненість у собі, дивовижна шахова ерудиція й просто блискуча гра! Повернувшись додому, Володимир із захопленням сказав дружині: 'Ось майбутній чемпіон світу!'».
Фішер вимагав, щоб йому організували матч проти чинного тоді чемпіона світу Михайла Ботвинника. Коли йому сказали, що це неможливо, то він захотів зіграти проти Пауля Кереса. «Зрештою, до клубу напівофіційно покликали Тиграна Петросяна…». Фішер і Петросян грали блискавичні партії, більшість із яких виграв Петросян. «Коли Боббі зрозумів, що йому не дадуть зіграти жодної класичної партії, він втратив рівновагу» і сказав, що вже ситий по горло «цими російськими свинями». Це розсердило радянських представників, що вважали Фішера своїм почесним гостем. Саме тоді югослави запросили Боббі та Джоан приїхати на міжзональний турнір за місяць до його початку. Фішер прийняв запрошення і, прибувши до Югославії, зіграв два тренувальні матчі проти майстрів Драголюба Яношевича і Милана Матуловича. Проти першого Боббі звів унічию обидві партії, а другого здолав у Белграді з рахунком 2½–1½.
У Порторожі Фішера супроводжував Ломбарді. Шість перших місць на міжзональному турнірі давали право на участь у кандидатському турнірі. Більшість спостерігачів сумнівались, що 15-річний юнак без жодного міжнародного досвіду зможе фінішувати в цій шістці. Втім, Фішер сказав журналісту Міро Радойчичу: «Я можу зіграти внічию проти гросмейстерів, а крім них є ще пів дюжини „патцерів“, яких я збираюсь перемогти». Попри деякі перешкоди на шляху і не дуже вдалий початок, Фішер виконав своє завдання: після сильної кінцівки турніру його результат був 12 з 20 (+6−2=12) і це дозволило поділити 5–6-те місця. Радянський гросмейстер Юрій Авербах зазначив:
|  | Під час боротьби за шахівницею цей хлопчина, майже дитина, показав себе цілком зрілим бійцем, демонструючи дивовижну витримку, точний розрахунок та диявольську винахідливість. Мене особливо вразили навіть не його широкі знання дебюту, а бажання всюди шукати нових шляхів. У його грі можна було помітити неймовірний талант, а також відчути величезну працю з вивчення шахів. |

Сама участь у цьому циклі розіграшів давала шахістові популярність і престиж. У п'ятнадцятирічного Фішера було мало шансів на успіх, проте він увійшов до шістки найкращих і кваліфікувався до турніру претендентів. За це велике досягнення Фішер автоматично отримав титул гросмейстера. Він став першим таким юним гросмейстером в історії шахів. Радянський гросмейстер Давид Бронштейн так описав своє враження від Фішера в Порторожі: «Мені було цікаво спостерігати за Фішером, але я довго не міг зрозуміти, чому цей хлопчик так добре грає в шахи». У віці 15 років, 6 місяців і 1 день Боббі став наймолодшим в історії шахістом, якому вдалося кваліфікуватися до кандидатського турніру.
Перед кандидатським турніром Фішер виграв чемпіонат США 1958–59, набравши 8½ з 11. Поділив також 3-тє місце (з Бориславом Івковим) на турнірі Мар-дель-Плата (10 з 14), на пів очка відставши від Людека Пахмана і Мігеля Найдорфа. Поділив 4-6-те місця в Сантьяго (7½ з 12), позаду Івкова, Пахмана і Германа Пілніка.
На міжнародному турнірі в Цюриху, навесні 1959 року, Фішер на очко відстав від майбутнього чемпіона світу Михайла Таля і на пів очка — від югославського гросмейстера Світозара Глігорича.
У 16 років Фішер припинив здобувати формальну освіту, кинувши Старшу школу Еразмус-Голл у Брукліні. Все ж згодом він сам вивчив кілька іноземних мов, тож вмів читати зарубіжну шахову періодику. За словами латвійського майстра Олександра Кобленца, навіть вони з Талем не віддавали себе шахам так, як це робив Фішер. Пригадуючи розмову, яка відбулась на турнірі: «Скажи мені, Боббі, — продовжував Таль, — „чи подобається тобі ігровий стиль Лариси Вольперт“? „Вона дуже обережна. Але у вас є інша шахістка, Дмитрієва. Ось її партії мені подобаються“! Тут у нас буквально щелепи відвисли від подиву. Ми з Мішою продивилися тисячі партій, але нам навіть не спадало на думку вивчати творчість наших шахісток. До того ж, де взяти час для цього?! А ось Боббі, виявляється, знайшов!».
До кінця 1959 року Фішер «вдягався жахливо як для чемпіона, з'являючись на найвизначніших і найпочесніших національних і міжнародних змаганнях у светрі та вельветових штанях». Тепер, заохочуваний Палом Бенко вдягатися ошатніше, Фішер «почав купувати костюми з усього світу, зшиті на замовлення вручну». Він розповів журналістові Ральфу Гінзбургу, що у нього сімнадцять пошитих на замовлення костюмів і що всі його сорочки й туфлі ручної роботи.
У 16 років Фішер поділив п'яте місце серед восьми учасників на Турнірі претендентів 1959 у Бледі/Загребі/Белграді (Югославія), набравши 12½ з 28. Він залишився далеко позаду переможця турніру Таля, який виграв усі чотири їхні особисті зустрічі. Фішер міг виграти їхню четверту партію, але з двох варіантів вибрав неправильний. Того року Фішер випустив свою першу книгу вибраних партій: Шахові партії Боббі Фішера, опубліковану видавництвом Simon & Schuster.

### Залишення школи
Для Фішера шахи стали важливішими, ніж уроки в школі, тому «до четвертого класу він змінив уже шість шкіл». 1952 року Регіна домовилась про стипендію для Боббі (завдяки його шаховому таланту і «астрономічно високому IQ») в Бруклін-Ком'юніті-Вудфорд. Згодом Фішер навчався в Старшій школі Еразмус-Голл в той самий час, коли її відвідували Барбра Стрейзанд і Ніл Даймонд. 1959 року студентська рада присудила йому золоту медаль за шахові досягнення. Того ж року шістнадцятирічний Фішер кинув школу, щойно міг це зробити законно. Пізніше він пояснював Ральфові Гінзбургу: «Вас нічого не навчать у школі».

## Чемпіонат США
Фішер зіграв на восьми чемпіонатах США, вигравши їх усі з перевагою принаймні в одне очко. Він показав такі результати:
| Чемп. США | Результат         | Місце | Перевага над 2-м місцем (очок) | Відсоток | Вік | Джерело |
| --------- | ----------------- | ----- | ------------------------------ | -------- | --- | ------- |
| 1957–58   | 10½ з 13 (+8−0=5) | 1     | 1                              | 81 %     | 14  | [175]   |
| 1958–59   | 8½ з 11 (+6−0=5)  | 1     | 1                              | 77 %     | 15  | [176]   |
| 1959–60   | 9 з 11 (+7−0=4)   | 1     | 1                              | 82 %     | 16  | [177]   |
| 1960–61   | 9 з 11 (+7−0=4)   | 1     | 2                              | 82 %     | 17  | [178]   |
| 1962–63   | 8 з 11 (+6−1=4)   | 1     | 1                              | 73 %     | 19  | [179]   |
| 1963–64   | 11 з 11 (+11−0=0) | 1     | 2½                             | 100 %    | 20  | [180]   |
| 1965      | 8½ з 11 (+8−2=1)  | 1     | 1                              | 77 %     | 22  | [181]   |
| 1966–67   | 9½ з 11 (+8−0=3)  | 1     | 2                              | 86 %     | 23  | [182]   |
Фішер пропустив чемпіонат 1961-62 років (готувався до Міжзонального турніру 1962), а турнір 1964-65 років не відбувся. У восьми чемпіонатах США Фішер програв лише три партії: Едмарові Меднісу на турнірі 1962-63 років, і в двох підряд раундах турніру 1965 року, Самуелеві Решевському і Робертові Бірну. Його загальний рахунок становить 74 з 90 (61 перемога, 26 нічиїх і 3 поразки).

## Олімпіади

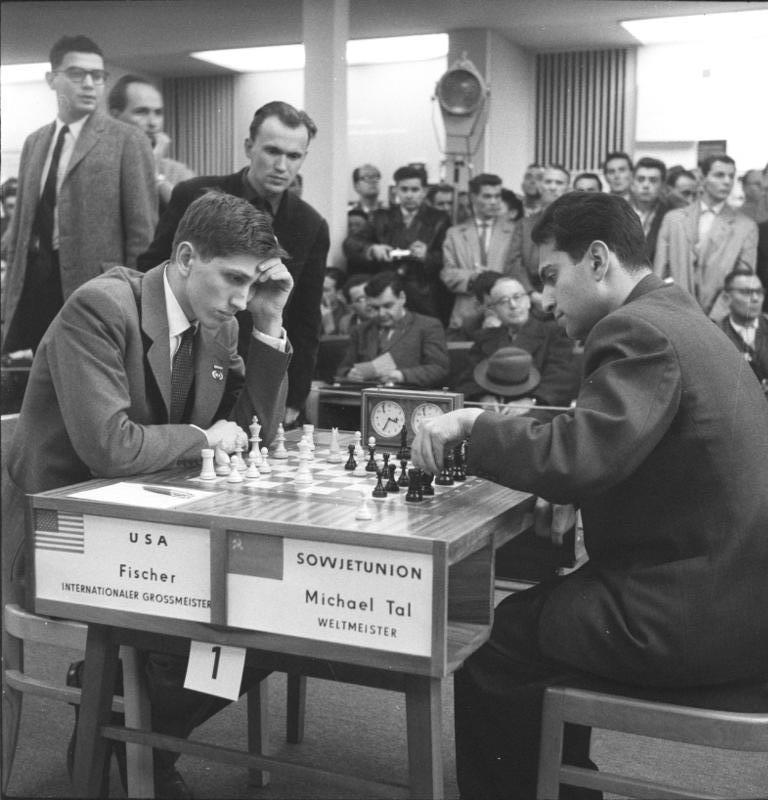
17-річний Фішер грає проти 23-річного чемпіона світу Михайла Таля на шаховій олімпіаді 1960 у Лейпцигу

Фішер не поїхав на Мюнхенську олімпіаду 1958, бо йому відмовили у проханні грати на першій шахівниці, попереду Самуеля Решевського. Деякі джерела стверджують, що 15-річний Фішер не зміг відпроситися зі школи. Згодом Фішер грав за збірну США на першій шахівниці на чотирьох шахових олімпіадах, вигравши в особистому заліку дві срібні медалі й одну бронзову:
| Олімпіада    | Особистий результат | Відсоток | Результат збірної США | Відсоток[188] | Джерело |
| ------------ | ------------------- | -------- | --------------------- | ------------- | ------- |
| Лейпциг 1960 | 13 з 18 ()          | 72.2 %   | 2                     | 72.5 %        | [189]   |
| Варна 1962   | 11 з 17 (8)         | 64.7 %   | 4                     | 68.1 %        | [190]   |
| Гавана 1966  | 15 з 17 ()          | 88.2 %   | 2                     | 68.4 %        | [191]   |
| Зіген 1970   | 10 з 13 ()          | 76.9 %   | 4                     | 67.8 %        | [192]   |
На чотирьох шахових олімпіадах Фішер показав результат +40-7=18, набравши 49 очок у 65 партіях: 75,4 %. 1966 року Фішер ледь не здобув золоту медаль в особистому заліку, набравши 88,23 %, тоді як чемпіон світу Тигран Петросян набрав 88,46 %. Він зіграв на чотири партії більше, ніж Петросян, проти сильніших суперників. Він виграв би золото, якби погодився на пропозицію нічиєї від Флоріна Георгіу, проте він її відхилив і зазнав єдиної поразки.
На олімпіаді 1962 у Варні Фішер передбачав, що переможе аргентинського гросмейстера Мігеля Найдорфа за 25 ходів. Він і справді зробив це за 24 ходи, ставши єдиним гравцем, який на тому турнірі завдав поразки Найдорфу. За іронією долі, у цій партії Найдорф застосував саме той дебютний варіант, який названо його ім'ям, — Варіант Найдорфа у Сицилійському захисті.
Фішер планував грати за США на Олімпіаді 1968 у Лугано, але відмовився, коли побачив погані ігрові умови. І екс-чемпіон світу Тигран Петросян, і бельгійсько-американський міжнародний майстер Джордж Колтановскі, лідер збірної США на тому турнірі, вважають неучасть Фішера в Олімпіаді виправданою. За словами Ломбарді, неучасть Фішера була пов'язана з відмовою Решевського поступитися першою шахівницею.

## 1960-1961
1960 року на сильному турнірі Мар-дель-Плата в Аргентині Фішер набрав 13 з 15 (+13-1=1) й поділив перше місце з радянською зіркою Борисом Спаським. На два очки вони випередили Давида Бронштейна. Фішер програв лише Спаському. Ця зустріч поклала початок пожиттєвій дружбі.
Єдиним провалом Фішера в його змагальній кар'єрі став турнір у Буенос-Айресі (1960), що його він завершив на 13−16-му місці з результатом 8½ з 19 (+3-5=11), на цілих 4½ очка позаду переможців Віктора Корчного і Самуеля Решевського. За словами Ларрі Еванса, саме під час цього турніру він познайомив Фішера з дівчиною, з якою той отримав перший сексуальний досвід. Пал Бенко пов'язує жахливий виступ Фішера з тим, «що його увагу поглинули жінки та секс. Після цього Фішер пообіцяв, що ніколи не мішатиме жінок і шахи, і дотримав свого слова». 1960 рік Фішер завершив перемогою на невеликому турнірі в Рейк'явіку з результатом 4½ з 5, а також перемогою над Клаусом Даргою в товариському матчі в Західному Берліні.
1961 року Фішер розпочав проти Решевського матч із 16-ти партій, що проходив у Нью-Йорку і Лос-Анджелесі. Старшого на 32 роки Решевського вважали фаворитом, оскільки він мав набагато більший досвід матчів і не програв був ще жодного офіційного матчу. Після 11 партій і за рівного рахунку (по дві перемоги та сім нічиїх), матч довелося перервати через суперечку щодо розкладу між Фішером та Жаклін Пятігорскі, яка організувала і спонсорувала цю подію. Решевського оголошено переможцем за замовчуванням, тож він одержав відповідну частку призового фонду.
На турнірі в Бледі 1961 року, де зібрався зоряний склад, Фішер посів друге місце з результатом 13½ з 19 (+8−0=11), пропустивши вперед лише екс-чемпіона світу Таля. Однак, в особистій зустрічі Фішер вперше переміг Таля, і здобув 3½ очка з 4 можливих у партіях з радянськими шахістами. Він єдиний не зазнав там жодної поразки.

## 1962: успіх, невдачі, звинувачення в змові
Міжзональний турнір 1962 року в Стокгольмі Фішер виграв з результатом 17½ з 22 (+13−0=9). Він завершив його без поразок і на 2½ очка випередив найближчого конкурента. Американський гросмейстер став першим нерадянським переможцем міжзонального турніру, відтоді як 1948 року ФІДЕ запровадила цю систему розіграшу. Російський гросмейстер Олександр Котов так казав про Фішера:
|  | Ми обговорювали гру Фішера з Максом Ейве й Гедеоном Штальбергом. Всіх нас, досвідчених «турнірних вовків», дивувала майстерність гри Фішера в ендшпілі. Коли юний шахіст добре атакує, комбінує, — це зрозуміло, але бездоганна техніка в ендшпілі в 19 років — явище рідкісне. Я можу пригадати лише одного шахіста, який у цьому віці був таким майстерним у закінченні — Василя Смислова. |

Завдяки цій перемозі Фішер став фаворитом турніру претендентів у Кюрасао. Однак на ньому американський шахіст виступив набагато гірше, ніж очікували, посівши лише 4-те місце серед восьми учасників. Набравши 14 очок із 27 можливих (+8−7=12), він опинився далеко позаду Тиграна Петросяна (17½ з 27), Юхима Геллера і Пауля Кереса (обидва 17 з 27). Таль дуже сильно захворів під час турніру і змушений був знятися з нього до завершення. Єдиним учасником, що відвідав Таля в лікарні, був його друг Фішер.

### Звинувачення на адресу радянських гравців у змові
20 серпня 1962 року в газеті Sports Illustrated з'явилась стаття Фішера «Росіяни тримають під своїм контролем шаховий світ». У ній він заявив, що троє з п'яти радянських шахістів (Тигран Петросян, Пауль Керес і Юхим Геллер) заздалегідь домовились швидко звести внічию свої партії один проти одного, щоб зберегти енергію для гри проти Фішера. Загалом вважають, що це звинувачення має під собою ґрунт. Фішер заявив, що більше ніколи не братиме участь у кандидатському турнірі, оскільки його формат, в поєднанні з гаданою змовою, унеможливили перемогу нерадянського шахіста. Після появи статті Фішера, наприкінці 1962 року ФІДЕ ухвалила радикальні реформи системи плей-оф, замінивши кандидатський турнір кандидатськими матчами на вибування один-на-один. У матчевому форматі Фішер домінуватиме 1971 року.
Влітку 1962 року Фішер переміг Бента Ларсена в товариському матчі в Копенгагені, що його транслювали на данському ТБ. Пізніше того ж року у Варшаві Фішер переміг Богдана Сливу в командному матчі проти Польщі.
На Чемпіонаті США 1962−63 Фішер у першому турі поступився Едмару Меднісу. Лише наприкінці турніру Фішер наздогнав Бісгаєра, що був у відмінній формі. Вони зустрілися між собою в останньому турі, маючи по 7 очок. Бісгаєр добре стояв у мітельшпілі, але припустився грубої помилки, дозволивши Фішеру виграти свій п'ятий поспіль чемпіонат США.

## Перерва в кар'єрі в середині 1960-х років
Фішер ще пам'ятав перерваний матч 1961 року проти Решевського, тому відхилив запрошення зіграти на Кубку П'ятигорського 1963 року в Лос-Анджелесі, що зібрав зірок світового рівня. Замість цього виступив у турнірі Вестерн-опен у Бей-Сіті (штат Мічиган), який виграв з результатом 7½ з 8. У серпні–вересні 1963 року Фішер виграв чемпіонат штату Нью-Йорк в Поукіпзі, показавши свій перший ідеальний результат 7 з 7, попереду Артура Бісгаєра і Джеймса Шервіна.
На Чемпіонаті США 1963-64 Фішер домігся свого другого ідеального результату, цього разу проти провідних шахістів країни. Цей результат підніс його славу, зокрема з'явилась коротка стаття в журналі Лайф. Журнал Sports Illustrated у своїй статті «Дивовижна серія перемог Боббі Фішера» опублікував діаграми всіх одинадцяти партій. Настільки вичерпне розкриття теми шахів було новаторським для провідного американського спортивного журналу. Його 11−0 на чемпіонаті 1963−64 — це єдиний ідеальний результат в історії цього турніру, а також один з десяти ідеальних результатів на шахових турнірах найвищого рівня за увесь час. Девід Гупер і Кеннет Вайлд назвали його «найвидатнішим досягненням такого роду». Фішер згадує: «На підставі мого однобічного результату (11−0!) Доктор [Ганс] Кмох привітав Ларрі Еванса (друге місце) з „перемогою“ в турнірі… а потім привітав мене з „перемогою у виставі“».
Двадцятиодноходова перемога над Робертом Бірном принесла Боббі приз за красу. Бірн писав:
|  | Завершальна комбінація настільки глибока, що навіть у момент моєї здачі обидва гросмейстери, які в окремому приміщенні коментували партію глядачам, були впевнені, що це я перемагаю! Оригінальний текст (англ.) The culminating combination is of such depth that, even at the very moment at which I resigned, both grandmasters who were commenting on the play for the spectators in a separate room believed I had a won game! |

Міжнародний майстер Ентоні Саїді так згадував про свою партію останнього туру з непереможеним Фішером:
|  | Розпочинаючи останню партію я, звичайно ж, не сподівався засмутити Фішера. Я майже не знав цього дебюту, але грав просто, а він продовжив за сценарієм, перевівши гру в простий ендшпіль з мінімальною перевагою кінь проти слона. У коридорі Еванс сказав мені: „добре. Покажи йому, що ми не всі діти“. Оригінальний текст (англ.) Going into the final game I certainly did not expect to upset Fischer. I hardly knew the opening but played simply, and he went along with the scenario, opting for a N-v-B [i.e., Knight vs. Bishop] endgame with a minimal edge. In the corridor, Evans said to me, "Good. Show him we're not all children." |

У перерві Саїді побачив спосіб звести партію внічию, але «зробив інший, неправильний хід», і програв. «Шахові видання усього світу писали про це безпрецедентне досягнення. Тільки Бента Ларсена, повсюдного „огудника“ Боббі, результат не вразив: „Фішер грав проти дітей“».
Навіть після того, як ФІДЕ змінила формат турніру претендентів з кругової системи на олімпійську, де виключається можливість змови, Фішер вирішив не брати участі в Міжзональному турнірі 1964 в Амстердамі. Так він позбавив себе можливості боротись за участь у Матчі за звання чемпіона світу 1966. Замість цього шахіст вирушив на гастролі по США і Канаді, які тривали з лютого по травень, проводячи сеанси одночасної гри і лекції в понад сорока містах. 94 % його перемог у понад 2000 зіграних партій є одним з найкращих показників в історії. Фішер відхилив запрошення захищати кольори збірної США на шаховій Олімпіаді 1964 в Тель-Авіві.

## Успішне повернення
Фішер несподівано забажав узяти участь у Меморіалі Капабланки, що мав відбутись у Гавані в серпні-вересні 1965 року. Оскільки Держдеп відмовився підтвердити дійсність його паспорту для поїздки на Кубу, то він запропонував унікальну домовленість, на яку погодились офіційні особи і гравці. Фішер робив свої ходи в приміщенні Шахового клубу Маршалла, а потім їх передавали по телетайпу на Кубу. На Кубі ці ходи виконував син Хосе Рауля Капабланки. Людек Пахман зауважив, що Фішер «був у незручному становищі через довші ігрові сесії, бо змушений був витрачати час ще й на передавання ходів, і це стало однією з причин, чому він програв трьом своїм головним суперникам». Турнір став «випробуванням» для Фішера, якому довелося пережити восьми-, а іноді й дванадцятигодинні ігрові сесії. Попри перевагу, яку мали інші гравці, Фішер поділив 2-4-те місця з результатом 15 з 21 (+12−3=6). Перше місце посів екс-чемпіон світу Василь Смислов, якого Фішер переміг в особистій зустрічі. ЗМІ широко висвітлювали цей турнір.
У грудні Фішер виграв свій сьомий чемпіонат США (1965), набравши 8½ з 11 (+8−2=1), попри поразки від Роберта Бірна і Самуеля Решевського у восьмому і дев'ятому раундах. Крім того, він помирився з місіс П'ятігорські і прийняв запрошення на дуже сильний другий Кубок П'ятигорського (1966), який пройшов у Санта-Моніці. Той турнір він розпочав катастрофічно і після восьми турів ділив останнє місце, маючи 3 з 8. Потім провів дуже сильну серію 7 з 8. Зрештою, фіналіст Чемпіонату світу Борис Спаський випередив його на пів очка, він здобув 11½ з 18, а Фішер 11 з 18 (+7−3=8).
Тепер Фішеру було 23 роки і віднині він перемагатиме у всіх матчах та турнірах, в яких візьме участь.
Увосьме і востаннє Фішер виграв чемпіонат США (1966-67), лише тричі зігравши внічию (+8−0=3). У березні–квітні та серпні–вересні виграв сильні турніри в Монте-Карло 7 з 9 (+6−1=2) і Скоп'є 13½ з 17 (+12-2=3). На Філіппінах зіграв дев'ять показових матчів проти сильних супротивників, набравши 8½ з 9.

### Лідерство в міжзональному турнірі й відмова від подальшої участі
Перемога Фішера на чемпіонаті США 1966−67 дозволила йому взяти участь у наступному циклі Чемпіонату світу.
На Міжзональному турнірі 1967 року в Сусі (Туніс) Фішер набрав 8½ очок у перших 10 партіях і вийшов у лідери. Організатори поставились з розумінням до його належності до Всесвітньої Церкви Бога Суботи сьомого дня, але вона коштувала Фішеру декількох вихідних днів. Це призвело до суперечок щодо розкладу і змусило його на знак протесту знятися спочатку з двох партій, а потім взагалі з турніру. Так він позбавив себе права змагатись за участь у Матчі за звання чемпіона світу 1969. Труднощі у спілкуванні з дуже недосвідченими місцевими організаторами також були суттєвим чинником, оскільки Фішер погано знав французьку мову, а вони — англійську. Ніхто з туніських офіційних осіб не мав попереднього досвіду проведення заходу такого масштабу.
Оскільки Фішер завершив менше, ніж половину від запланованих партій, то всі його результати анульовано і викреслено з офіційних результатів турніру.

### Друга перерва в кар'єрі
1968 року Фішер з великою перевагою виграв турніри в Нетанії з 11½ з 13 (+10−0=3) та Вінковцях 11 з 13 (+9−0=4). Потім на 18 місяців припинив виступи, за винятком перемоги над Ентоні Сайді в командному матчі Нью-Йоркської Метрополітен-ліги 1969 року. Того року Фішер (з допомогою гросмейстера Ларрі Еванса) випустив свою другу книгу вибраних партій: 60 моїх пам'ятних партій, яку опублікувало видавництво Simon & Schuster. Книга «мала миттєвий успіх».

## Чемпіон світу
1970 року Фішер розпочав нову спробу стати чемпіоном світу. Цей драматичний марш до титулу зробив його ім'я загальновідомим і вивів шахи на перші шпальти газет. Він виграв цей титул у 1972 році, але втратив його три роки потому.

### 1969—1972: Шлях до звання чемпіона світу

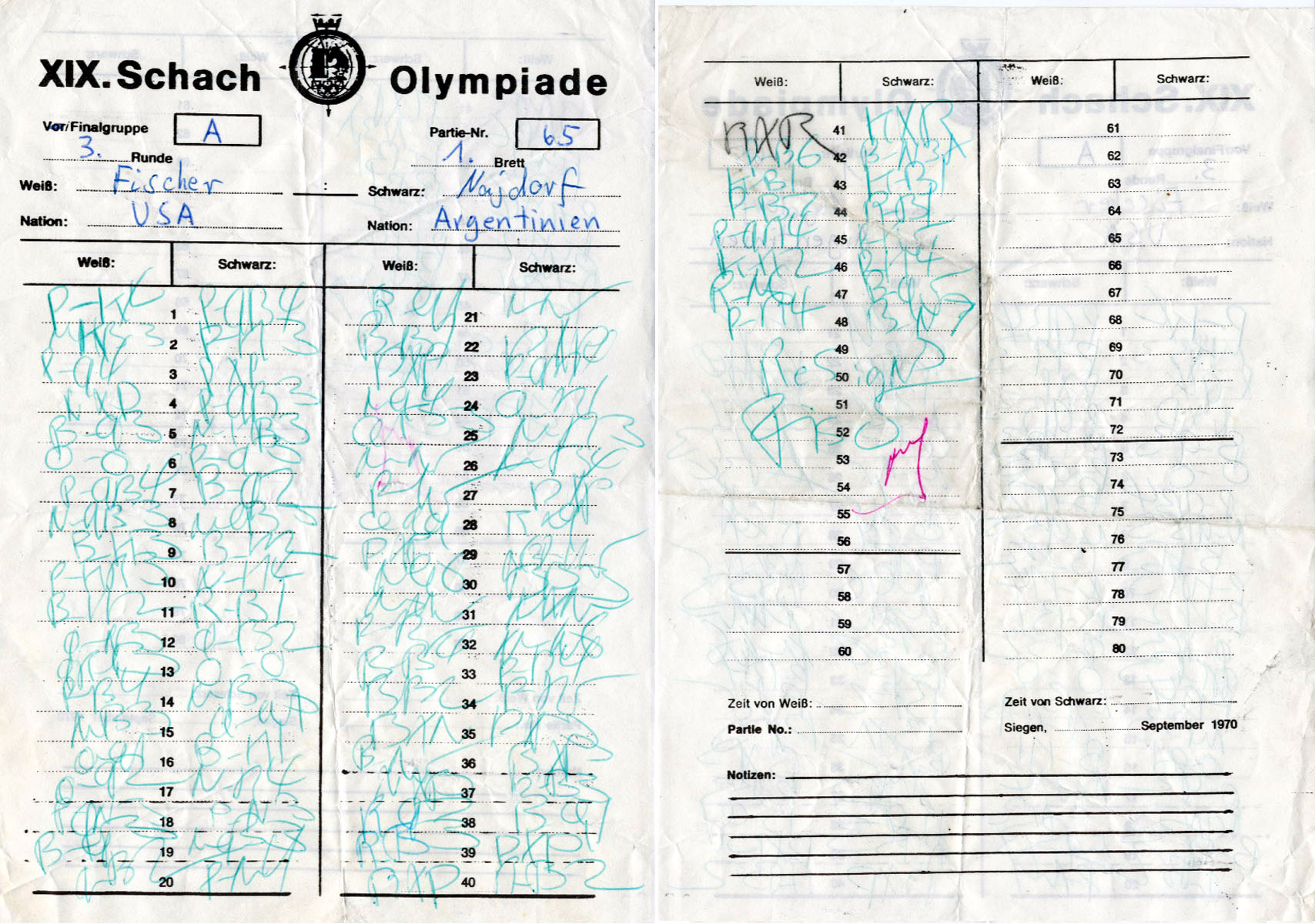
Протокол гри Фішера проти Мігеля Найдорфа в 3-му раунді Шахової олімпіади 1970 в Зігені (Німеччина)

Чемпіонат США 1969 року був, водночас, і зональним відбірковим турніром, із якого перші троє учасників виходили в міжзональний. Однак, Фішер не взяв участі в цьому чемпіонаті США через розбіжності щодо призового фонду. Пал Бенко, який на ньому посів одне із трьох перших місць, погодився поступитися Фішеру своїм місцем у міжзональному турнірі, щоб той мав шанс у ще одному чемпіонському циклі. Ломбарді, який був би «наступним у черзі» після Бенко, зробив те саме.
У 1970 і 1971 роках Фішер «домінував над сучасниками до міри, ніколи не баченої ні до, ні після».
Напередодні міжзонального турніру 1970, в березні і квітні 1970 року найкращі шахісти світу взяли участь у матчі СРСР проти решти світу в Белграді (Югославія), який часто називають «Матчем століття». Багато подиву викликало рішення Фішера взяти в ньому участь.
Фішер прилетів до Белграда з наміром зіграти за збірну решти світу на першій шахівниці. Проте, данський гросмейстер Бент Ларсен вважав, що нещодавні турнірні перемоги дають право грати на першій шахівниці саме йому, хоча Фішер мав вищий рейтинг Ело. На подив усіх, Фішер погодився поступитись першою шахівницею. Хоча збірна СРСР все ж здобула перемогу з мінімальним рахунком 20½–19½, втім «на чотирьох перших шахівницях совітам вдалося виграти лише одну партію з можливих шістнадцяти. Боббі Фішер став найкращим представником своєї команди, перемігши Петросяна з рахунком 3−1 (дві перемоги й дві нічиї)». «Фішер нікому не залишив жодного сумніву в тому, що він з користю використав свою тимчасову перерву від турнірів. Петросяна було майже не впізнати в перших двох партіях із чотирьох. Потім він зібрався й почав тиснути на супротивника, але не зміг досягнути більшого, ніж двох нічиїх».
Після матчу СРСР проти решти світу відбувся неофіційний чемпіонат світу з бліцу (по 5 хвилин кожному на партію) в Херцегу-Новому. Петросян і Таль вважалися фаворитами, але Фішер розгромив увесь зоряний склад учасників. У 22-х партіях він набрав 19 очок (+17−1=4) і набагато випередив Таля (14½), Корчного (14), Петросяна (13½) і Бронштейна (13). Фішер програв лише одну партію (Корчному, який також виявився єдиним, хто досяг хоча б рівного результату в особистих зустрічах з ним у двоколовому турнірі). Фішер «розгромив з сухим рахунком таких королів бліцу, як Таль, Петросян і Смислов». Таль з подивом зрозумів, що «за весь турнір Фішер не прогавив жодного пішака!», тоді як інші гравці «прогавлювали коней табунами, а слонів — стадами». Для Ломбарді, який зіграв проти Фішера багато партій у бліц, його перемога з перевагою 4½ очка «стала приємним сюрпризом».

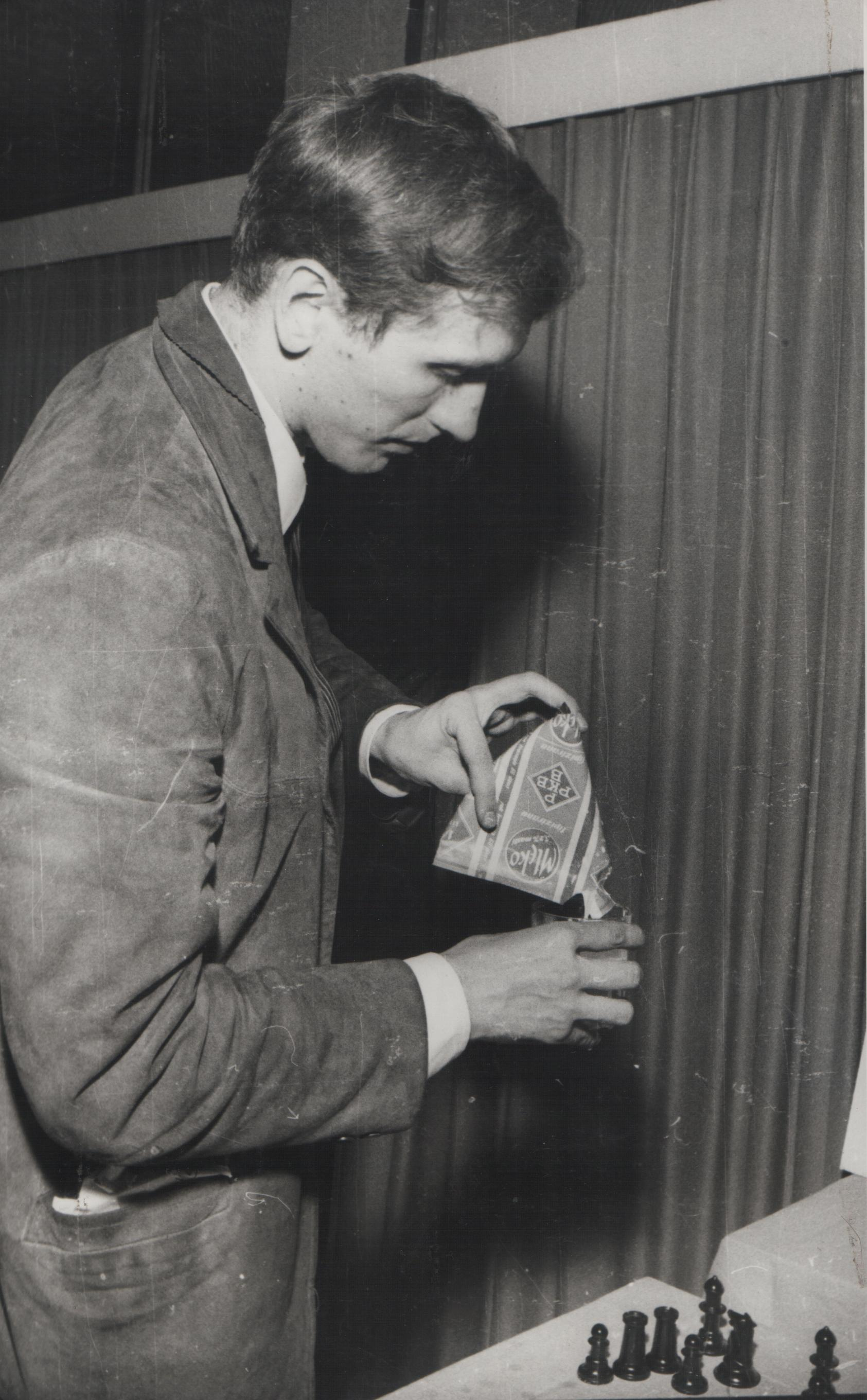
Фішер у Белграді під час Матчу століття 1970 року

У квітні–травні 1970 року Фішер переміг у Ровіні/Загребі з результатом 13 з 17 (+10−1=6), на два очка випередивши Глігорича, Горта, Корчного, Смислова і Петросяна. У липні–серпні розгромив переважно гросмейстерський склад у Буенос-Айресі, випередивши найближчого суперника на 3½ очка 15 з 17 (+13−0=4). Потім він зіграв на першій шахівниці за збірну США на 19-й шаховій Олімпіаді в Зіґені, де здобув срібну медаль в особистому заліку, набравши 10 з 13 (+8−1=4), зазнавши єдиної поразки від тодішнього чемпіона світу Бориса Спаського. Одразу після Олімпіади Фішер переміг Ульфа Андерссона у виставковій грі, організованій шведською газетою Expressen. Він підняв свою гру на новий рівень.
У листопаді–грудні 1970 року в Пальмі Фішер виграв Міжзональний турнір з результатом 18½ з 23 (+15−1=7). Він на цілих 3½ очка випередив Ларсена, Юхима Геллера і Роберта Гюбнера і завершив турнір сімома перемогами поспіль. Якщо не брати до уваги Міжзональний турнір у Сусі (з якого Фішер знявся бувши лідером), то ця перемога забезпечила йому перше місце вже восьмий турнір поспіль. Проте, екс-чемпіона світу Михайла Ботвинника не вразили його результати, й він заявив: «Фішера оголосили генієм. Я не згоден з цим… Для того, щоб заслужити звання генія в шахах, ви повинні перемогти рівних суперників з великим відривом. Донині він не робив цього».
У чвертьфіналі претендентських матчів 1971 року Боббі випало грати проти радянського гросмейстера і піаніста-концертмейстера, Марка Тайманова. Матч розпочався в середині травня у Ванкувері (Британська Колумбія, Канада). Фішер був загальновизнаним фаворитом. Тайманов мав підстави для власної впевненості. Його надійним помічником був Ботвинник, який «ретельно вивчив творчість Фішера і зібрав усеохопне „досьє“ на нього», що залишилося відтоді, як він сам домовлявся з Фішером про матч. Після того, як Фішер переміг Тайманова у другій партії матчу, той запитав переможця, як йому вдалося придумати хід 12. N1c3. Фішер відповів: «що ідея була не його — він натрапив на неї в монографії радянського майстра Олександра Нікітіна, де була маленька виноска з рекомендацією цього ходу». Тайманов так сказав про це: «дивовижно, що я, експерт з сицилійського захисту, залишив поза увагою цю теоретично важливу репліку свого співвітчизника, а Фішер побачив її в книзі іноземною мовою!». За рахунку 4-0 на користь Фішера, відкладання п'ятої партії треба було бачити. Шенберг так це описує:
Тайманов приїхав до Ванкувера з двома секундантами, обидва гросмейстери. Фішер був сам. Йому здалося, що вигляд Тайманова та його секундантів — найсмішніше, що він коли-небудь бачив. Тайманов і його секунданти мали кишенькові набори і шість рук швидко рухались у повітрі, варіанти носились усюди. А сам Тайманов сидів зі спантеличеним виглядом. Перед самим відновленням гри [п'ятої партії] секунданти давали Тайманову останні поради. Коли бідний Тайманов увійшов в ігрову залу й сів, щоб протистояти Фішеру, його голова була так переповнена суперечливими продовженнями, що він занервував, поставив туру під бій і одразу ж здався.
Фішер обіграв Тайманова з рахунком 6−0. Важко згадати прецедент настільки розгромного рахунку у відбірковому матчі на звання чемпіона світу.
Програвши останню партію цього матчу, Тайманов знизав плечима і сказав сумно Фішеру: «Ну що ж, у мене ще залишається музика». Після цього виступу Тайманова виключили зі збірної СРСР і на два роки заборонили виїжджати за кордон. Йому заборонили писати статті й позбавили місячної стипендії; [і] влада заборонила йому виступати на сцені. Ця розгромна поразка практично поставила хрест на шаховій кар'єрі Тайманова.
У наступному матчі Фішеру належало грати проти данського гросмейстера Бента Ларсена. Спаський передбачав уперту боротьбу: «Ларсен трохи сильніший духом». Перед початком матчу Ботвинник так висловився перед радянською телеаудиторією:
Важко сказати, як завершиться матч, але певно, що такої легкої перемоги, як у Ванкувері [проти Тайманова] Фішер не здобуде. Я думаю, що Ларсен має в запасі неприємні сюрпризи для [Фішера]. Розібравшись у такий спосіб з Таймановим, Фішер захоче зробити так само з Ларсеном, а це неможливо.
Фішер переміг Ларсена з таким самим рахунком 6−0. Роберт Бірн пише: «Певною мірою я міг зрозуміти матч проти Тайманова як якусь цікавинку — майже дивацтво, дивне шахове явище, що ніколи не повториться. Але тепер мені бракує слів, щоб висловити свою розгубленість… Мені надто складно пояснити, як Боббі, чи хтось узагалі, міг виграти шість партій поспіль у такого генія гри як Бент Ларсен». Лише рік тому Ларсен грав на першій шахівниці за збірну решти світу, а Фішер на другій, до того ж він завдав Фішеру єдиної поразки на міжзональному турнірі. Гаррі Каспаров пізніше писав, що жоден гравець ніколи не здобував перевагу над своїми суперниками порівняну з фішеровим «неймовірним» результатом 12−0 у двох матчах. Спеціаліст з шахової статистики Джефф Сонас зробив висновок, що перемога над Ларсеном дала Фішеру «найвищий в історії рейтинговий перформенс за один матч».
8 серпня 1971 року, готуючись до свого останнього кандидатського матчу проти ексчемпіона світу Тиграна Петросяна, Фішер взяв участь у турнірі зі швидких шахів у Манхеттенському шаховому клубі, вигравши його з результатом 21½ з 22 проти сильного складу учасників.
Попри результати Фішера проти Тайманова і Ларсена, майбутній матч проти Петросяна здавався непростим завданням. Однак, радянський уряд непокоївся через Фішера. «Журналісти запитали Петросяна, чи матч триватиме всі дванадцять партій… „Можливо я виграю його раніше“, — відповів Петросян», а потім заявив: «[дев'ятнадцять поспіль] перемог Фішера не справили на мене враження. Він видатний шахіст, але не геній». У першій зустрічі Петросян зіграв важливу теоретичну новинку і досягнув переваги, але далі грав невпевнено і зрештою Фішер виграв ту партію. Завдяки цьому переможна серія Фішера сягнула 20 партій проти найсильніших гравців світу (у міжзональному турнірі й претендентських матчах), що поступається лише 25 перемогам підряд Стейніца в 1873—1882 роках. Петросян виграв другу партію, нарешті перервавши серію Фішера. Після трьох нічиїх поспіль, Фішер взяв наступні чотири партії, і виграв матч з рахунком 6½–2½ (+5−1=3). «Sports Illustrated» опублікувала статтю про матч, назвавши причиною домінування Фішера застарілу систему підготовки Петросяна:
Нещодавній рекорд Фішера, цілком можливо, свідчить, що він зробив прорив у сучасній шаховій теорії. Взяти, наприклад, його відповідь на добре підготовлений 11-й хід Петросяна в першій партії: російські фахівці тижнями працювали над цим варіантом, але коли його раптом випробували на Фішерові, він самотужки прорахував варіанти й виграв, застосовуючи прості, класичні принципи.
По завершенню матчу Петросян зазначив: «Після шостої партії Фішер справді став генієм. Натомість я або зламався, або втомився, або ще щось трапилося, але останні три партії вже не були шахами». «Деякі експерти й далі наполягали на тому, що Петросян був не в формі, і що він повинен був мати позитивний рахунок наприкінці шостої партії»… на що Фішер відповів: «Люди грають проти мене нижче своїх можливостей упродовж п'ятнадцяти років». Матчеві результати Фішера спантеличили Ботвинника: «важко щось сказати про матчі Фішера. Поки відбуваються дива. Коли Петросян грав як Петросян, Фішер грав як дуже сильний гросмейстер, та коли Петросян почав припускатися помилок, Фішер перетворився на генія».
На той момент Фішер досяг набагато більшого рейтингу, ніж будь-який гравець в історії. У рейтинг-листі ФІДЕ за липень 1972 року його рейтинг Ело 2785 був на 125 пунктів вищим, ніж у гравця, що займав друге місце, Бориса Спаського. Завдяки своїм результатам він з'явився на обкладинці журналу Лайф і кинув виклик чемпіонові світу Борисові Спаському, якого раніше ніколи не перемагав (+0−3=2).

### Матч на першість світу

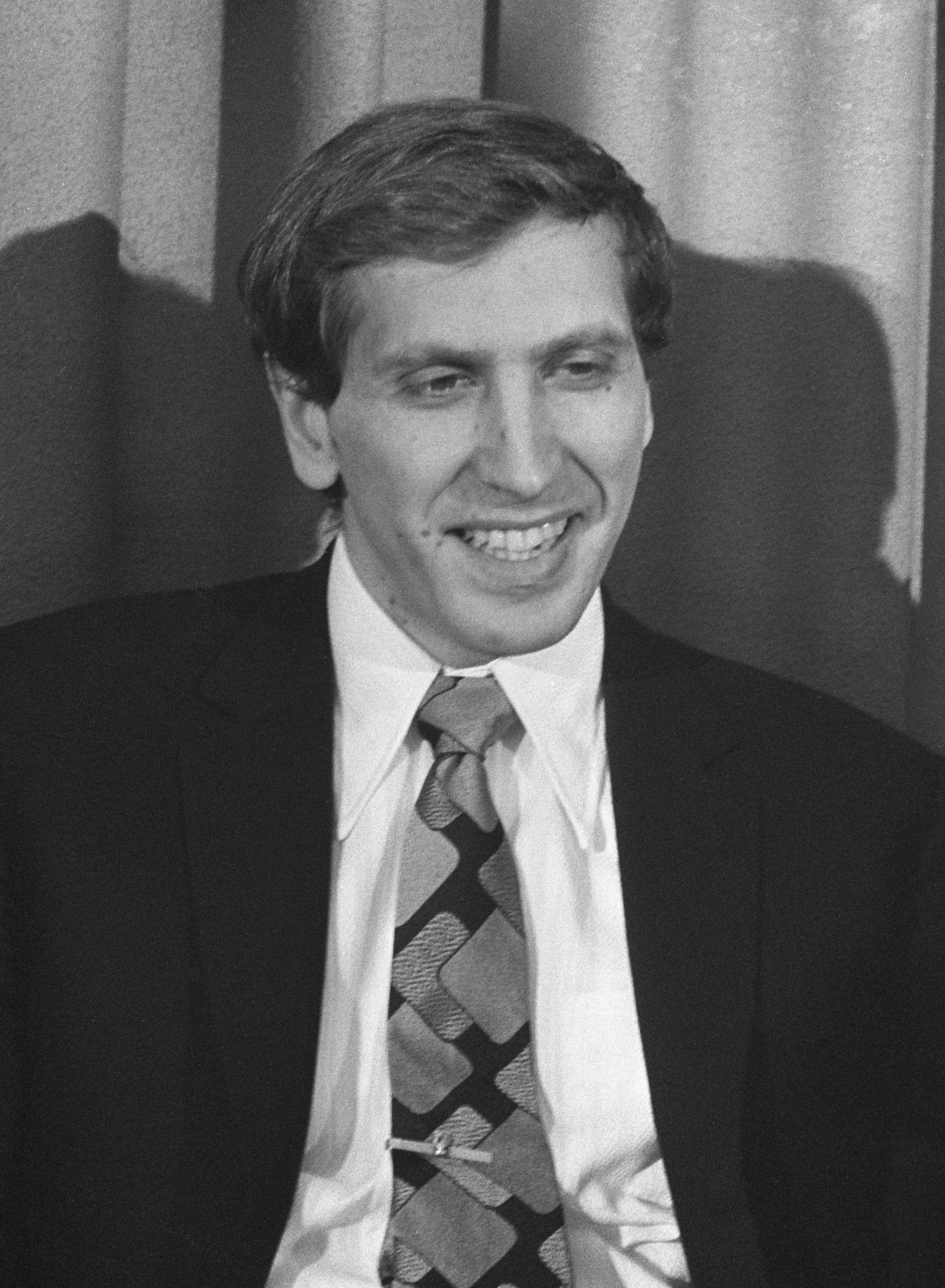
Фішер в Амстердамі в 1972 році з візитом, щоб обговорити деталі матчу за звання чемпіона світу з тодішнім президентом ФІДЕ Максом Ейве

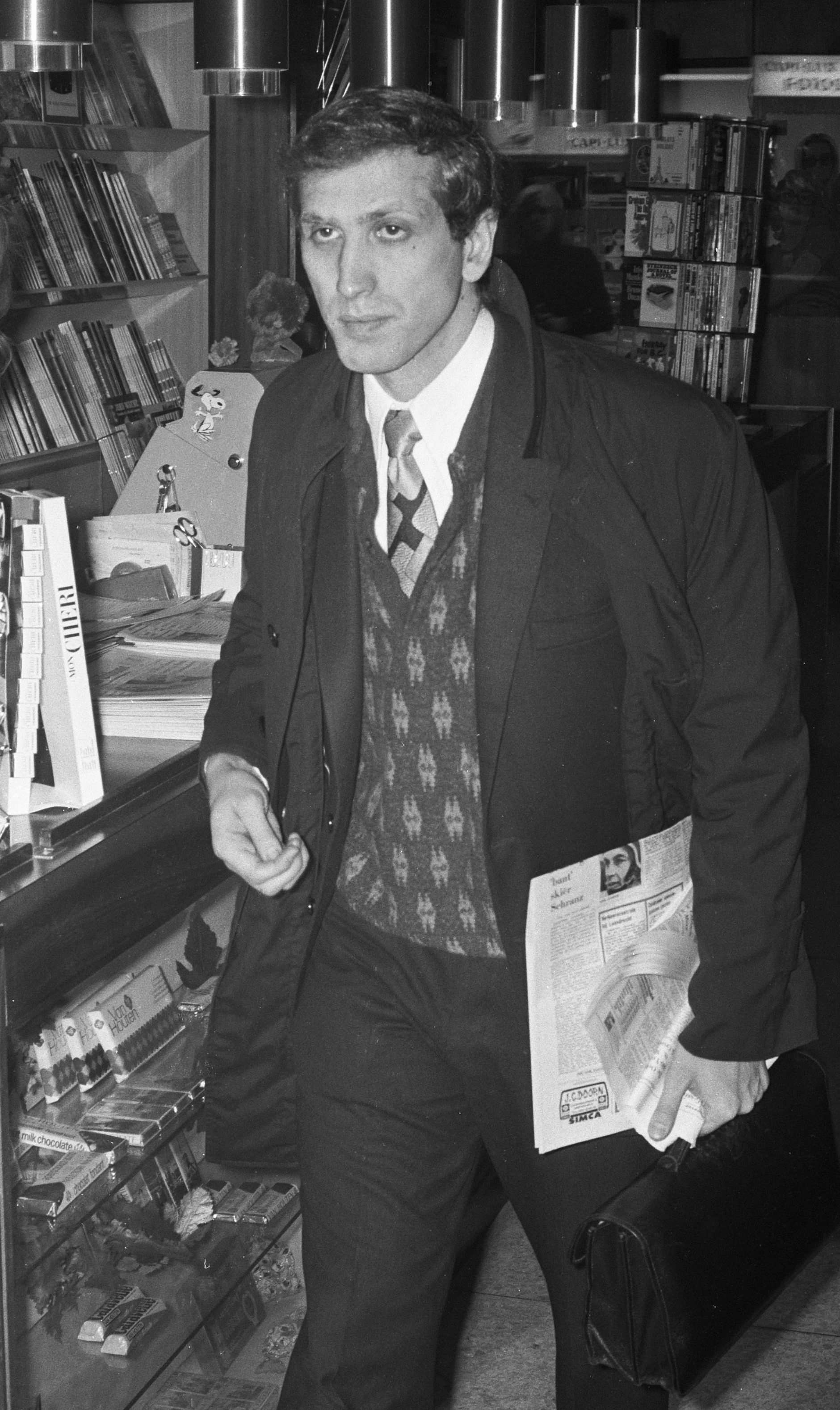
Фішер в Амстердамі в 1972 році

Напередодні матчу зі Спаським Фішер вчергове проявив упертість щодо умов організації матчів та турнірів, яку демонстрував упродовж усієї кар'єри. З-поміж можливих місць проведення першим вибором Фішера став Белград (Югославія), тоді як Спаський вибрав Рейк'явік (Ісландія). Деякий час здавалося, що спір вирішиться шляхом поділу матчу між двома цими містами, але домовитись не вдалося. Після того, як цю проблему вирішили, Фішер відмовлявся їхати до Ісландії поки не збільшать призовий фонд. Лондонський фінансист Джим Слейтер пожертвував додаткові $125,000, після чого призовий фонд склав безпрецедентні $250,000 (на сьогодні $1.50 млн) і, зрештою, Фішер погодився грати.
До і під час матчу Фішер звертав особливу увагу на свою фізичну підготовку та форму, що було відносно новим підходом серед тогочасних топ-шахістів. Він довів свої тенісні навички до пристойного рівня, й часто грав у вихідні дні в Рейк'явіку. Він також домовився, щоб одноосібно користуватись готельним басейном у певні години, й подовгу в ньому плавав, зазвичай пізно ввечері. За даними радянського гросмейстера Миколи Крогіуса, Фішер «приділяв значну увагу спорту, він плавав і навіть боксував…»
Матч проходив у Рейк'явіку з липня по вересень 1972 року. Фішера супроводжував Вільям Ломбарді; окрім допомоги з аналізом він, можливо, відіграв важливу роль у тому, що Фішер погодився грати цей матч і дограв його до кінця. Цей матч став першим, що показували на американському телебаченні в прайм-тайм. Фішер по-дивному програв перші дві партії: у першій — ризиковано побив пішака в нічийному ендшпілі, другу — відмовився грати через суперечку щодо ігрових умов. Можливо Фішер і здав би так само весь матч, але Спаський не бажав перемогти за замовчуванням, тому поступився і погодився на вимоги Фішера перенести наступну партію в підсобку, подалі від камер, присутність яких нервувала Фішера. Після цієї партії матч повернули на сцену і він продовжився без подальших серйозних інцидентів. Фішер виграв сім з наступних дев'ятнадцяти партій, програв лише одну й звів унічию одинадцять. Отже, він виграв матч з рахунком 12½–8½ й став 11-м чемпіоном світу з шахів.
На ґрунті холодної війни матч став медіа-сенсацією. Названий «матчем століття», він потрапив на перші шпальти американських і світових ЗМІ. Перемога Фішера стала американською перемогою в царині, де радянські гравці — тісно ототожнювані з державою й за її фінансової підтримки — домінували впродовж попередньої чверті століття. Каспаров зазначив, що «Фішер ідеально вписується в контекст епохи „холодної війни“: американський геній-одинак кидає виклик радянській шаховій машині й перемагає її». Голландський гросмейстер Ян Тімман назвав перемогу Фішера «історією самотнього героя, який долає цілу імперію». Сестра Фішера відзначила, що «Боббі зробив це все в країні, майже зовсім без шахової культури. Ніби ескімоси розчистили тенісний корт серед снігу, а потім виграли чемпіонат світу».
Після повернення шахіста до Нью-Йорка відбувся День Боббі Фішера. Йому запропонували численні спонсорські контракти на суму щонайменше $5 млн ($29,9 млн на сьогодні), та він не погодився на жоден. Боббі з'явився на обкладинці Sports Illustrated разом з американським олімпійським чемпіоном з плавання Марком Шпіцом. Його також показали у спецвипуску Боба Гоупа. 1972 року кількість членів Американської шахової федерації подвоїлась, а 1974 року досягла свого піку: в американських шахах ці роки часто називають «бумом Фішера». Цей матч викликав більший інтерес у всьому світі, ніж будь-який чемпіонат з шахів до чи після нього.

### Позбавлення титулу
1975 року Фішеру належало захищати свій титул проти Анатолія Карпова, що здобув це право через сито претендентських матчів. Фішер, який не грав офіційних партій з моменту свого матчу на першість світу зі Спаським, виклав пропозицію щодо матчу у вересні 1973 року, через представника ФІДЕ Фреда Крамера. Він висунув три основні вимоги, що не підлягали обговоренню:
1. Матч триває до 10 перемог, не рахуючи нічиїх.
2. Жодних обмежень на кількість зіграних партій.
3. За рахунку 9−9 чемпіон (Фішер) зберігає титул і призовий фонд ділиться порівну[388].

З'їзд ФІДЕ відбувся 1974 року в ході 21-ї шахової олімпіади в Ніцці (Франція). Делегати проголосували за пропозиції Фішера про гру до 10 перемог, але відхилили дві інші, а також обмежили кількість партій у матчі до 36. У відповідь на таке рішення ФІДЕ, Фішер відправив телеграму Ейве 27 червня 1974 року:
Я чітко висловився в своїй попередній телеграмі щодо моїх умов проведення матчу: не враховувати нічиї, не обмежувати кількість партій і за рахунку 9:9 вважати матч таким, що закінчився внічию, призовий фонд ділиться порівну, але чемпіон зберігає титул. Містер Кремер повідомив мені, що делегати відхилили мої пропозиції. Такими діями ФІДЕ виступив проти моєї участі в матчі на першість світу 1975 року. Тому я відмовляюсь від свого титулу чемпіона світу ФІДЕ. З повагою, Боббі Фішер.
Делегати відповіли, підтвердивши своє попереднє рішення, але не прийняли відмову Фішера і попросили його переглянути її. Багато оглядачів вважали пункт Фішера про рахунок 9−9 несправедливим, оскільки в цьому випадку претендент мав перемагати з перевагою принаймні у два очки (10-8). Ботвинник назвав пункт про 9−9 «неспортивним». Віктор Корчной, Давид Бронштейн і Лев Альбурт вважали пункт про 9−9 обґрунтованим.
Завдяки тому, що посадові особи Шахової федерації США продовжували докладати зусиль, у березні 1975 року в місті Берген (Нідерланди) відбувся спеціальний з'їзд ФІДЕ. Там делегати погодилися з тим, що матч має бути безстроковим, але знову, з результатом 35 голосів проти 32-х, відхилили пункт про 9−9. ФІДЕ встановила крайній строк — 1 квітня 1975 року — аби Фішер і Карпов підтвердили свою участь у матчі. До 3 квітня від Фішера не надійшло жодної відповіді. Тож, за замовчуванням, Карпов офіційно став чемпіоном світу. У своїй автобіографії 1991 року він висловив жаль, що матч не відбувся, і ствердив, що втрачена можливість зіграти проти Фішера сповільнила його прогрес як шахіста. Після 1975 року Карпов кілька разів мав дружні зустрічі з Фішером і намагався влаштувати матч. Та зрештою Карпов не досяг успіху, оскільки сам він ніколи б не погодився грати до 10.
Браян Карні в Уолл-стріт джорнел висловив думку, що після перемоги Фішера над Спаським 1972 року Боббі вже не треба було нічого доводити, окрім того, що, можливо, хтось одного дня переможе його, а його не цікавив ризик поразки. Він також припустив, що відмова Фішера визнавати колег призвела до розквіту його параної: «Титул чемпіона світу, який він виграв… підтвердив його уявлення про самого себе як шахіста, але й відділив його від гуманізуючого впливу навколишнього світу. Він поринув у якесь божевілля».

## Раптове відлюдництво
Після матчу за звання чемпіона світу 1972 року Фішер не грав жодного офіційного матчу впродовж майже 20 років. 1977 року в Кембриджі (штат Массачусетс) він зіграв три партії проти шахової програми MIT Грінблатт, вигравши їх всі.
Він переїхав до Лос-Анджелеса й на деякий час зв'язався з апокаліптичною сектою, відомою як «Всесвітня Церква Бога». 26 травня 1981 року, під час прогулянки в Пасадені, Фішера затримав патрульний поліцейський, тому що він був схожий на чоловіка, який тільки що скоїв пограбування в цьому районі. Фішер заявляв, що його легко поранили під час затримання, і сказав, що його утримували впродовж двох днів та вчиняли над ним насильство й різні знущання. Потім його випустили під заставу $1,000. Фішер опублікував 14-сторінковий буклет з детальною розповіддю цього досвіду, й стверджував, що його арешт «спланували й підлаштували».
1981 року Фішер жив у будинку гросмейстера Пітера Бійясаса, де впродовж чотирьох місяців сімнадцять разів переміг господаря у серіях швидких партій. В інтерв'ю репортерові «Спортс Іллюстрейтед» Вільямові Неку Бійясас так оцінив гру Фішера:
Він був надто сильним. Не було жодного сенсу грати з ним. Це було не цікаво. Мене громили, і я не розумів чому. Не те, щоб я робив ту чи іншу помилку. Мене поступово перегравали, від самого початку. Йому не треба було думати. Найсумніше те, що я навіть не виходив з міттельшпілю в ендшпіль. Я навіть не пам'ятаю ендшпілю. Він щиро вважає, що йому немає проти кого грати, ніхто не гідний його. Я грав з ним, і можу засвідчити це.
У 1988—1990 роках Фішер мав стосунки з німецькою шахісткою Петрою Штадлер, з якою його познайомив Спаський. Коли Штадлер пізніше опублікувала книгу про цей роман, то Спаський вибачився перед Фішером.

## Реванш зі Спаським 1992 року
Після двадцяти років ізоляції Фішер з'явився на публіці, щоб 1992 року зіграти в «матчі-реванші 20-го століття» проти Бориса Спаського (який тоді ділив 96-102-ге місця в рейтингу ФІДЕ). Цей матч проходив у Светі-Стефані та Белграді, попри ембарго ООН до Югославії, яке включало санкції щодо комерційної діяльності. Фішер вимагав, щоб організатори анонсували цей матч як «Чемпіонат світу з шахів», хоча офіційним чемпіоном світу ФІДЕ був Гаррі Каспаров. Фішер наполягав, що саме він все ще був справжнім чемпіоном світу, і що результати всіх партій в рамках санкційованих ФІДЕ матчів за звання чемпіона світу, за участю Карпова, Корчного і Каспарова, було заздалегідь визначено. Призовий фонд матчу-реваншу становив $5 млн, з яких $3,35 млн. отримував переможець.
За словами гросмейстера Ендрю Солтіса:
[Матчеві партії] були досить високої якості, особливо, наприклад, в порівнянні з чемпіонськими матчами Каспарова 1993, 1995, 2000 років. Проте, ці партії також нагадали багатьом шанувальникам наскільки не на своєму місці був Фішер у 1992 році. Він все ще грав дебюти попереднього покоління. Крім того, він був єдиним сильним гравцем у світі, який не довіряв комп'ютерам і не оточив себе секундантами і прохачами.
Фішер виграв матч з результатом 10 перемог, 5 поразок і 15 нічиїх. Каспаров заявив, що «Боббі грає добре, і не більше того. Можливо, його сила становить 2600 або 2650. Між нами суттєва різниця». На думку Яссера Сейравана, матч довів, що за ігровою силою Фішер був «десь у першій десятці світу».
Під час матчу Фішер і Спаський дали десять прес-конференцій. Сейраван був присутній на матчі й кілька разів зустрічався з Фішером; вони разом проаналізували деякі партії, а також поспілкувались. Сейраван пізніше писав: «після 23 вересня [1992] я викинув з голови більшу частину всього того, що колись читав про Боббі. Суцільне сміття. Боббі — це жива знаменитість, яку найбільше не розуміють і перебріхують». Він додав, що Фішер не соромився камери, залюбки посміхався і сміявся, був «чудовим дотепником» і «цілком приємним співрозмовником».
Міністерство фінансів США попередило Фішера, що якщо він зіграє в матчі, то порушить розпорядження 12810 президента Джорджа Буша-старшого щодо виконання резолюції 757 Ради Безпеки ООН, і його засудять за економічну діяльність у Югославії. У відповідь, під час першої запланованої прес-конференції 1 вересня 1992 року, перед представниками міжнародної преси, Фішер плюнув на розпорядження зі словами: «це моя відповідь». Це порушення змусило федеральних чиновників США по завершенні матчу ініціювати ордер на його арешт, посилаючись, у відповідній частині, на «50-й розділ Кодексу США §§ 1701, 1702 і 1705, а також розпорядження 12810»
Перед матчем-реваншем проти Спаського Фішер виграв тренувальний матч проти Світозара Глігорича у Светі-Стефані з результатом 6 перемог, 1 поразка і 3 нічиї.

## Особисте життя

### Релігійна приналежність
У випуску журналу Harper's за січень 1962 року є інтерв'ю Фішера з такими словами: «останнім часом я читаю книги Ніцше і він каже, що релігія призначена для того, щоб просто притупляти почуття людей. Я погоджуюсь».
У середині 1960-х років Фішер вступив у Всесвітню Церкву Бога. Ця церква проповідувала суботу як святий день і забороняла працювати (і грати в змагальні шахи) в суботу. За словами його друга і колеги Ларрі Еванса, 1968 року Фішер мав філософське відчуття, що «наближається кінець світу», і що можна трохи заробити, опублікувавши «60 моїх пам'ятних партій»; Фішер вважав, що скоро настане Схоплення.
У середині 1970-х років Фішер пожертвував значні кошти на Всесвітню Церкву Бога. 1972 року один журналіст заявив, що «Фішер майже настільки ж серйозно ставиться до релігії, як до шахів», а сам чемпіон приписував вірі значне покращення своєї гри. Проте, пророцтва Герберта В. Армстронга не збулись. Зрештою 1977 року Фішер покинув церкву, «звинувативши її в „сатанізмі“, і затято атакував її методи та провідництво».

### Антисемітизм
Хоча мати Фішера була єврейкою, він відкидав спроби визначити його як єврея. 1984 року він написав листа до редактора Енциклопедії юдаїки, й вимагав, щоб його ім'я вилучили з майбутніх видань. Він додав: «Я пропоную, щоб ви припинили обманом зараховувати мене до євреїв […] а краще пропагували свою релігію за рахунок її власних чеснот, якщо вона справді має хоч якісь!».
Фішер робив численні антисемітські заяви і сповідував загальну ненависть до євреїв, принаймні від початку 1960-х років. Ян Гейн Доннер писав, що на момент турніру в Бледі 1961 року «Гітлер був його кумиром і він прочитав про нього все, що могло потрапити до рук». Доннер повів Фішера у воєнний музей, який «справив велике враження, адже [Фішер] не зла людина, і потім він був стриманішим у своїх висловлюваннях, принаймні сказаних мені».
Починаючи з 1980-х років коментарі Фішера про євреїв були головним мотивом його публічних і приватних висловлювань. Він відкрито заперечував Голокост і називав США «фарсом, який контролюють брудні, горбоносі, обрізані єврейські виродки». Між 1999 і 2006 роками основним засобом спілкування Фішера з публікою було інтерв'ю на радіо. Він взяв участь у принаймні 34 таких передачах, переважно з радіостанцій на Філіппінах, а також в Угорщині, Ісландії, Колумбії та Росії. 1999 року дав інтерв'ю на радіостанції в Будапешті, в ході якого описав себе як «жертву Міжнародної єврейської змови». В іншому інтерв'ю на радіостанції Фішер сказав, що 1977 року, після прочитання «Таємного світового уряду» Графа Черепа-Спиридовича, йому стало зрозуміло, що єврейські спецслужби полюють на нього. Попри власні погляди, Фішер зберігав добрі стосунки з єврейськими шахістами.

### Життя в еміграції
Після матчу 1992 року проти Спаського, Фішер, тепер втікач, поринув назад у відносне відлюдництво, оселився в Будапешті і нібито мав роман з молодою угорською шаховою майстринею Зітою Райчаньї. Фішер стверджував, що класичні шахи застаріли і тепер він грає в бліц у шахи 960. Він відвідав сім'ю Полгар у Будапешті і проаналізував багато партій разом з Юдіт, Жужою і Софією. У 1998/99 роках жив у будинку молодого угорського гросмейстера Петера Леко.
Від 2000 до 2002 року Фішер жив у місті Баґйо на Філіппінах, мешкаючи в тому ж житловому комплексі, що й філіппінський гросмейстер Еугеніо Торре, близький друг Боббі, який був його секундантом під час матчу зі Спаським 1992 року. Торре познайомив Фішера з Мерилін Янг, якій було 22 роки. 21 травня 2001 року Мерилін Янг народила дочку на ім'я Джинкі Янг і заявила, що Фішер — її батько.